# L'Ange gardien
L'Ange gardien è un film del 2014 diretto da Jean-Sébastien Lord.

## Trama
Normand, un poliziotto in pensione, lavora in un edificio come guardia notturna. Una sera, sorprende Nathalie e Guylain nel bel mezzo di una rapina e, dopo un inseguimento intorno all'edificio, riescono a fuggire. Stranamente, Nathalie va a trovare Normand qualche settimana dopo, in cerca di rifugio. Tra i due si sviluppa un'insolita relazione e scoprono che le loro vite non sono affatto come sembravano.

## Riconoscimenti
- Jutra Awards
  - 2015 - Candidatura al premio per il miglior attore per Guy Nadon
  - 2015 - Candidatura al premio per il miglior attore non protagonista a Patrick Hivon